# Kenge (territorium)
Kenge är ett territorium i Kongo-Kinshasa. Det ligger i provinsen Kwango, i den västra delen av landet, 190 km öster om huvudstaden Kinshasa.